# Disuguaglianza sociale
La disuguaglianza sociale è una differenza (nei privilegi, nelle risorse e nei compensi) considerata da un gruppo sociale come ingiusta e pregiudizievole per le potenzialità degli individui della collettività. È una differenza oggettivamente misurabile e soggettivamente percepita.
Gli elementi che la compongono sono le differenze oggettive esistenti, ossia il possesso minore o maggiore di risorse socialmente rilevanti. Le differenze sono conseguenza dell'azione di meccanismi di selezione sociale più che del merito e sono interpretate dai soggetti e dai gruppi sfavoriti (o da coloro che li rappresentano) come ingiuste; il ritenersi vittima di ingiusta discriminazione è una componente soggettiva.
È quindi importante distinguere tra differenza e disuguaglianza sociale. Se la prima è il contrario del concetto di assimilazione, la seconda corrisponde all'esatto contrario di uguaglianza sociale.
La sociologia affronta il tema della disuguaglianza sociale elaborando due distinte interpretazioni, entrambe valide e ineliminabili: 
- L'interpretazione valutativa consiste nello studio dell'ordine, della divisione del lavoro e della stratificazione sociale. Per es. la posizione di amministratore delegato di una grande azienda è molto elevata; l'individuo sarà collocato nella fascia medio alta della gerarchia sociale.
- L'interpretazione politica consiste nello studio degli interessi e del potere e spiega la disuguaglianza con la differenza di potere; quindi con un'ingiustizia di fondo.

L'urbanistica ha forti e precise responsabilità nell'aggravarsi delle disuguaglianze. Siamo di fronte a una nuova questione urbana che è causa non secondaria della crisi che oggi attraversano le principali economie del pianeta.

## Urbanistica
Un compito importante nell'attenuare la diseguaglianza sociale ed economica è spettato, tradizionalmente, nella cultura occidentale, alla città e ai processi di urbanizzazione.
In passato, nella società occidentale, la città ha avuto un ruolo cruciale quale spazio privilegiato entro cui l'agire storico dell'uomo, sviluppando dinamiche di innovazione tecnologica, scientifica, istituzionale, era in grado di promuovere processi di mobilità sociale, favorire l'integrazione sociale, creare nuove identità sociali e culturali. Peraltro, tale ruolo necessita di essere rivitalizzato, dopo che esso, nel corso del XX e XXI secolo, è stato affievolito o cancellato da programmi edilizi che, di fatto, hanno finito per riproporre logiche di distinzione e di separazione spaziale tra classi sociali, perpetuando e consolidando assetti sociali espressi dalla società.

## Nel reddito
Secondo Oxfam, la ricchezza dei 5 miliardari più abbienti del mondo è più che raddoppiata dal 2014 al 2024, mentre quella del 60% della popolazione più povera è rimasta sostanzialmente invariata.

## Di genere
Il genere come disuguaglianza sociale è dove donne e uomini sono trattati in modo diverso a causa della mascolinità e femminilità dividendo il lavoro, assegnando ruoli e responsabilità e assegnando ricompense sociali. I pregiudizi e le discriminazioni basati sul sesso e sul genere, chiamati sessismo, sono i principali fattori che contribuiscono alla disuguaglianza sociale. La maggior parte delle società, anche quelle agricole, ha una certa divisione del lavoro basata sul genere e tende ad aumentare durante l'industrializzazione. L'enfasi sulla disuguaglianza di genere nasce dalla divisione sempre più profonda nei ruoli assegnati a uomini e donne, in particolare nelle sfere economica, politica ed educativa. Le donne sono sotto-rappresentate nelle attività politiche e nei processi decisionali nella maggior parte degli Stati sia nel Nord che nel Sud del mondo.
Esiste nel mondo anche una discriminazione di salario a seconda del genere, ossia un divario retributivo di genere.

## Razziale ed etnica
La disuguaglianza razziale o etnica è il risultato di distinzioni sociali gerarchiche tra categorie razziali ed etniche all'interno di una società e spesso stabilite in base a caratteristiche quali il colore della pelle e altre caratteristiche fisiche o il luogo di origine di un individuo. La disuguaglianza razziale si verifica a causa del razzismo e del razzismo sistemico.

## Di età
La discriminazione basata sull'età è definita come il trattamento ingiusto delle persone per quanto riguarda promozioni, reclutamento, risorse o privilegi a causa della loro età. È anche nota come ageismo: la stereotipizzazione e la discriminazione contro individui o gruppi in base alla loro età. È un insieme di convinzioni, atteggiamenti, norme e valori utilizzati per giustificare pregiudizi, discriminazioni e subordinazioni basati sull'età che si traducono in modi che limitano determinati individui.

## Nella salute
Le disuguaglianze sanitarie possono essere definite come differenze nello stato di salute o nella distribuzione dei determinanti della salute tra diversi gruppi di popolazione.
Le disuguaglianze sanitarie sono in molti casi correlate all'accesso all'assistenza sanitaria.
Sono state condotte ricerche su un fenomeno noto come deserto alimentare, in cui la scarsa disponibilità di cibo fresco e sano in un determinato quartiere porta a scarse scelte e opzioni dietetiche da parte dei consumatori, causando disuguaglianze di accesso al cibo sano e vicino a casa.